# Pete Newell
Peter Francis Newell, detto Pete (Vancouver, 31 agosto 1915 – Rancho Santa Fe, 17 novembre 2008), è stato un allenatore di pallacanestro e dirigente sportivo canadese naturalizzato statunitense, attivo a livello NCAA e coach della nazionale statunitense medaglia d'oro alle olimpiadi del 1960.
È membro del Naismith Memorial Basketball Hall of Fame dal 1979 in qualità di contributore.

## Palmarès
- Campione NCAA (1959)
- Campione NIT (1949)
- Henry Iba Award (1960)
- Torneo olimpico: 1
 Stati Uniti: 1960